# FV101 Scorpion
El FV101 Scorpion es un tanque ligero británico, miembro de la familia Combat Vehicle Reconnaissance (Tracked) o CVR(T). Su nombre completo es Combat Vehicle Reconnaissance (Tracked) Fire Support (Scorpion). Fabricado por Alvis Vickers, entró en servicio en el Ejército Británico en 1973, sirviendo hasta 1994. Se produjeron más de 3.000. Es también uno de los tanques más rápidos del mundo, junto con la familia BT de la URSS (anterior a la Segunda Guerra Mundial).

## Historia
Diseñado para ser un vehículo de reconocimiento blindado rápido y transportable por vía aérea, el Scorpion posee un blindaje predominantemente de aluminio y lleva un cañón L23A1 de 76 mm capaz de disparar munición de alto poder explosivo, HESH, fumígena y metralla. Los modelos iniciales estaban propulsados por un motor Jaguar de gasolina de 4,2 litros, que fue elegido por su alta relación potencia/peso. Algunos clientes prefirieron cambiarlos por motores diésel, para lo cual se escogió el motor Perkins, que ha demostrado poseer mayor vida de servicio y menor riesgo de incendio. Todos los modelos son capaces de alcanzar 80 km/h.
El Scorpion y el parecido Scimitar entraron en acción en la guerra de las Malvinas, en 1982, cuando fueron los únicos vehículos blindados de los británicos. Por transmitir menos carga al terreno que un tanque principal de combate, era de los pocos vehículos capaces de operar en las condiciones extremas de las Malvinas, dando buen resultado. Algunos comandantes de tanque han opinado que una cantidad mayor habría supuesto una gran ayuda para la campaña británica [cita requerida]. Su capacidad para marchar campo a través la demuestra el hecho empírico de que un comandante saltase desde el mismo y se atascara en el terreno blando (los vehículos de ruedas no tienen apenas uso fuera de carreteras permanentes). [cita requerida]
El Scorpion ha sido dado de baja, por la razón principal de que el cañón de 76 mm no tenía  extractor de gases y podía asfixiar a la tripulación si el vehículo estaba cerrado para protección ABQ. Los chasis se han reutilizado con torretas del blindado de reconocimiento sobre ruedas FV 721 Fox, dando lugar a un nuevo vehículo, el Sabre, muy similar en aspecto al Scimitar.

## Usuarios
- Bélgica - Ejército de Bélgica - (701 Scorpion y variantes, todos dados de baja)
- Botsuana - Fuerza de Defensa de Botsuana
- Brunéi - Ejército de Brunéi
- Chile - Armada de Chile (Infantería de Marina chilena)
- España - Armada Española, Infantería de Marina. 17 Scorpions, de los cuales dos se encuentran en exposición (una unidad se encuentra expuesta en Cartagena, en la Escuela de Infantería de Marina General Albacete y Fuster y la otra unidad en Cádiz, en el Tercio de Armada). El resto de unidades fueron vendidas a Chile por un precio simbólico.
- Filipinas - Ejército de Filipinas  41 Scorpions
- Honduras - Ejército de Honduras 19 Scorpions[3]
- India - Ejército de India
- Indonesia - Ejército de Indonesia - 100 Scorpions 90
- Irán - Ejército de Irán- 80 en servicio
- Irlanda - Ejército de Irlanda
- Jordania - Ejército de Jordania
- Malasia - Ejército de Malasia - 26 Scorpions 90
- Nueva Zelanda - Ejército de Nueva Zelanda
- Omán - Ejército de Omán
- Reino Unido
  -  Ejército Británico
  -  Regimiento de la RAF
- Tailandia - Ejército de Tailandia- 154+
- Venezuela - Ejército Nacional de Venezuela:(78 Scorpions 90, 4 a 6 FV-104 Samaritan, 2 FV-105 Sultan and 4 FV-106 Sanson)

## Variantes

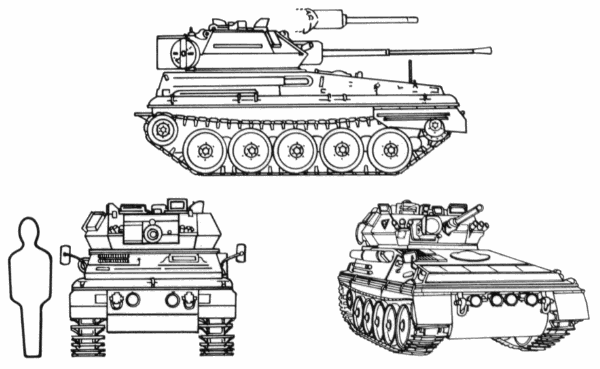
El Scorpion/Scimitar en un manual de identificación del Ejército de los Estados Unidos

Scorpion 90 - Versión de exportación armada con cañón Cockerill M.k3 M-A1 de 90 mm, con un freno de boca llamativo. Se compró por las fuerzas armadas de Indonesia, Malasia, Venezuela y Chile
Otros vehículos parecidos que usan el mismo casco, o uno parecido:
- FV102 Striker, vehículo lanzador de misiles antitanque.
- FV103 Spartan, transporte blindado de personal
- FV104 Samaritan, ambulancia blindada
- FV105 Sultan, vehículo de puesto de mando
- FV106 Samson, vehículo blindado de recuperación
- FV107 Scimitar, vehículo blindado de reconocimiento
- Sabre, compuesto por un casco de Scorpion con torreta del Fox Armoured Reconnaissance Vehicle

Al conjunto de estos vehículos se le conoce como familia CVR(T) - Combat Vehicle Reconnaissance (Tracked).

## Producción
- Aproximadamente 4.000 vehículos de la familia CVR(T) se habían fabricado en el Reino unido y Bélgica para el fin de la producción, a mediados de la década de 1990.